# Panton Pange
Panton Pange is een bestuurslaag in het regentschap Nagan Raya van de provincie Atjeh, Indonesië. Panton Pange telt 336 inwoners (volkstelling 2010).